# ابوالحسن صادقی
ابوالحسن صادقی (تولد ۱۲۷۶ - مرگ ۲۳ آذر ۱۳۳۶شمسی) وزیر راه، بانکدار و از کارگزاران اقتصادی و قانونگذاران دوره پهلوی و رئیس اتاق بازرگانی تهران بود.

## تولد
ابوالحسن صادقی متولد سال ۱۲۷۶ شمسی در تبریز 
پدرش حاج عبدالله معین‌الرعایا از تجار و مالکان مشروطه‌خواه تبریز بود که چند دوره به نمایندگی مجلس شورای ملی رسید.

## تحصیلات
تحصیلات ابتدایی خود را در تبریز و متوسطه را در مدرسه سن لوئی تهران به پایان رساند  و تحصیلات دانشگاهی را در اروپا گذراند و پس از فارغ‌التحصیلی در رشته اقتصاد و امور مالی به ایران بازگشت.

## سوابق
در ابتدا به استخدام وزارت دارایی درآمد. با تأسیس بانک ملی ایران در سال ۱۳۰۷ به استخدام این بانک درآمد و تا ریاست شعبه بانک ملی مشهد و ریاست شعبه بازار پیش رفت.  در سال ۱۳۱۸ با سمت مدیر کل امور اقتصادی بار دیگر به وزارت دارایی رفت و در سال ۱۳۱۹ نیز مدتی عضو هیئت اقتصادی دولت در اروپا و مأمور خریدهای بانک ملی بود. صادقی پس از مدتی وارد فعالیت‌های بازرگانی شد.
همچنین او به معاونت وزارت راه و سال بعد به سمت وزارت راه رسید و پس از آن به عنوان وزیر اقتصاد ملی انتخاب شد. عضویت در شورای عالی اقتصاد (در کابینه قوام‌السلطنه ۱۳۲۵)، نماینده مردم تبریز در ادوار چهاردهم و پانزدهم مجلس شورای ملی، مدیریت شرکت بلور از جمله فعالیت‌های او بوده است. 
صادقی با عبدالحسین نیک‌پور بانک پارس را تأسیس کرد و در سال ۱۳۳۱ مدیرعامل آن بانک شد. 

## وزارت
ابوالحسن صادقی از تاریخ ۲۷ مهر ۱۳۲۵ تا ۲۸ آذر ۱۳۲۵ در کابینه احمد قوام به وزارت راه رسید.

## دوره ریاستاتاق بازرگانی تهران
در پنجمین دوره انتخابات اتاق بازرگانی تهران در سال ۱۳۳۳ به عضویت این اتاق درآمد و در سال ۲۹ اسفند ۱۳۳۵ به ریاست این اتاق رسید و به مدت حدود یک سال در این سمت فعالیت کرد. 

## وفات

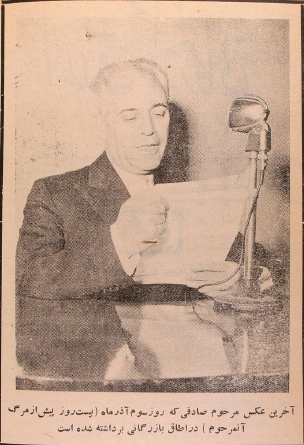
ابوالحسن صادقی یک روز پیش از مرگ

او در روز شنبه ۲۳ آذرماه ۱۳۳۶ درحالی‌که عازم مراسم افتتاح فروشگاه فردوسی بود، بر اثر حمله قلبی درگذشت.